# ريم حامد
ريم حامد (22 يناير 1995 - 22 أغسطس 2024) هي باحثة مصرية.

## حياتها ونشأتها
ريم حامد ولدت بالقاهرة سنة 1995، حصلت على بكالوريوس كلية الزراعة من جامعة القاهرة بقسم بايو تكنولوجي سنة 2017، وسافرت إلي فرنسا وعاشت في مدينة ليز أوليس للحصول علي الدكتوراه والعمل في جامعة باريس ساكلاي واقيمت في سكنها، وقد حصلت على درجة الماجستير في علم الجينوم من جامعة باريس ساكلاي.

## مسيرتها
سافرت إلى فرنسا للحصول على الدكتوراه في مجال البايو التكنولوجي وعلم الجينات، وعملت في معهد البيولوجيا التكاملية للخلية بجامعة سَكلاي باريس.
عملت باحثًا بمرحلة الدكتوراه في معهد البيولوجيا التكامليّة للخلية في جامعة باريس. وقد حصلت على درجة الماجستير في علم الجينوم، وعلم التخلق، من نفس الجامعة.

## مضايقتها في فرنسا
تعرضت ريم خلال دراستها الأخيرة لمضايقات وملاحقات من أشخاص تجهلهم، وتعرضت أجهزتها وهواتفها لمحاولات اختراق، بالإضافة إلى تعرضها للتنمر والتمييز والعنصرية للخليفة العربية المصرية، وفق تدوينات سابقة منسوبة لريم علي مواقل التواصل الاجتماعي، حذفت في وقت لاحق، وكتبت في أحد تدوينها أنها تعرضت لمحاولة اغتيال من قبل جارتها في السكن الجامعي التي قامت برش مواد خطيرة من تحت باب شقة ريم تسببت لها في ضيق التنفس وزيادة نبضات قلبها.

## وفاتها
اعلنت السلطات الفرنسية مساء يوم الخميس 22 أغسطس سنة 2024 عن وفاتها في ظروف غامضة بعد العثور على جثتها أمام باب الشقة محل إقامتها، بعد أيام من منشوراتها.

## تحقيقات
- فتحت السلطات الفرنسية تحقيقاً في حادث الوفاة لمعرفة إن كانت هناك شبهة جنائية من عدمها.[19][20]

- أصدرت وزارة الخارجية المصرية بيانًا تؤكد فيه أنها تتابع التحقيقات من كثب إذ تواصلت القنصلية المصرية في باريس مع السلطات الفرنسية منذ تلقيهم البلاغ بالحادث للتعرف على ملابسات الواقعة وسبب الوفاة، كما طالبت القنصلية بموافاتها بنتائج التحقيق في أسرع وقت ممكن، وسرعت إنهاء الإجراءات من أجل نقل جثمان ريم إلى مصر.[21]